# José Feliciano Alves de Brito
José Feliciano Alves de Brito (Desterro, 30 de agosto de 1830 — Desterro, 1 de janeiro de 1889) foi um político brasileiro.
Filho de Feliciano Alves de Brito e de Florentina Rosa de Jesus. Casou com Bassilisa Anacleta da Conceição Brito, filha de Estanislau Antônio da Conceição e de Caetana da Conceição Coelho. Pai de Vitor Alves de Brito.
Foi deputado à Assembleia Legislativa Provincial de Santa Catarina na 14ª legislatura (1862 — 1863) e na 20ª legislatura (1874 — 1875).

## Biografia
José Feliciano Alves de Brito era filho de Feliciano Alves de Brito, Contramestre de Navio, nascido na Freguesia de Santo Antônio, da então Vila do Desterro, em 13 de março de 1802, e de Florentina da Conceição Alves de Brito (em solteira, Florentina Rosa da Conceição). Filha de Joaquim Antônio de Simas e Ana Joaquina de Simas, casados em Desterro, já elevada à categoria de cidade, em 09 de junho de 1827. 
Era irmão de Feliciano o Capitão Luiz Alves de Brito, avô do conhecido literato catarinense Virgílio Várzea e também irmão de Felizardo Alves de Brito, casado em Santa Catarina e, não se sabe os motivos, afastou-se da Província.
Feliciano faleceu em 8 de junho de 1850 e Florentina em 19 de agosto de 1886, ambos no Desterro.
Neto de Manoel Alves de Brito, comerciante no Desterro, na referida Freguesia de Santo Antônio, nascido em Portugal, no Minho, na Freguesia de Nossa Senhora do Monte Serrat, na antiga Vila de Viana, depois Viana do Minho, atual Viana de Castelo, e de Jacintha Leonarda, nascida no Desterro, na Freguesia de Santo Antônio, filha de Antônio Francisco e de Antônia do Rosário, naturais da Ilha Graciosa, Arquipélago de dos Açores. Manoel faleceu presumivelmente em 1816 e Jacintha em data ignorada.
Bisneto do Alferes Francisco Alves de Brito, nascido em Portugal, no Minho, na antiga Vila de Viana, já referida, e de Maria Alves Pinheiro, também portuguesa, natural da Freguesia de Ferreira, Termo do Espírito Santo, Arcebispo de Braga.
José Feliciano Alves de Brito nasceu no Desterro em 30 de agosto de 1830. O segundo de nove filhos que tivera o casal Feliciano e Florentina.